# H.G. Clausen
Henrik Georg Clausen (12. marts 1759 i Karlum – 25. februar 1840) var præst.
Clausen var søn af sognepræst i Karlum i Tønder Amt Claus Henrik Clausen og Christine født Boldich, datter af præsten P.C. Boldich i Bevtoft. Faren døde i 1772 i Vilstrup i Haderslev Amt, hvortil han var bleven forflyttet; en slægtning, konsistorialråd H.P. Glud i Glud og Hjarnø, der var en velhavende mand, tog sig af den 13-årige dreng, der blev sat i Horsens Skole, hvor han kom i huset hos rektor Johan Henrik Tauber; det er utvivlsomt, at Clausen her har fået, formodentlig den første, påvirkning i den retning, som han siden skulle blive den ypperste repræsentant for her i landet. – Han blev student 1777, og 1784 tog han teologisk embedseksamen, hvorefter han i fem år var huslærer på Juellinge hos kammerherre Juel-Vind-Frijs. I denne tid blev han forlovet med en datter af provst H.C.N. Schiern i Halsted, Sophie Magdalene (f. 1769 d. 1817), hvem han ægtede 1789 efter at være kaldet til residerende kapellan for Maribo og Hillested menigheder. Her stod han i berøring med flere mænd af samme åndelige retning som han selv, således rektor J. Boye i Nakskov, den senere biskop P.O. Boisen og A.K. Holm, der siden som Holmens præst skulle blive hans kollega.

## Den rationalistiske teologi
Som bekendt var Clausen en afgjort tilhænger af den rationalistiske teologi, som den havde udviklet sig i tidernes løb; men der var dog en modsætning mellem ham og de fleste af hans samtidige åndsfæller. Disse lagde nemlig i den grad vægten på skolevæsenet, at de anså virksomheden for dette som præstens vigtigste gerning, medens kirken stilledes i skygge. Clausen derimod var frem for alt prædikant; det er som sådan, han har haft stor indflydelse på sin samtid; men han ville "ikke føre sine Tilhørere ind i en Labyrint af ubegribelige Troshemmeligheder og tomme Spidsfindigheder, men prædike en sund og fornuftig Pligtlære". Dette vil med andre ord sige, at læren om synd og forløsning ingen plads havde i hans prædiken, Christus var ham kun et forbillede, gud, dyden og udødeligheden vare grundvolden for hans kristendom, og når han strengt og alvorlig nok lagde sine tilhørere deres pligter på sinde, var forudsætningen bestandig den, at når de blot ville, kunne de opfylde dem. Clausens teologi var således kun en snæver grund, når derpå skulle bygges et langt livs prædikantvirksomhed; men det kan ikke nægtes, at inden for de grænser, den havde draget ham, har han ydet noget dygtigt. Der er i hans prædikener en overbevisningens varme, som måtte virke på tilhørerne, og deres gode orden og klarhed måtte gøre dem lette at huske.

## 2. kapellan ved Frue Kirke
I Maribo ville det dog ikke lykkes ham at samle tilhørere; han ønskede derfor at blive forflyttet; flere gange prædikede han som ansøger i København, og han udgav en lille samling prædikener (1795); disse vakte opmærksomhed og blev af mange beundret; men den daværende kancellipræsident Christian Brandt, der var påvirket af herrnhuterne, var ikke Clausens retning god og ville ikke ansætte ham i København, hvorimod han 1796 befordrede ham til det residerende kapellani i Kalundborg. Men året efter blev begge kapellanierne ved Frue Kirke i København ledige; her havde universitetet kaldsret, og efter at der var holdt prøveprædikener af flere ansøgere, kaldtes Clausen til 2. kapellan. Ved Frue Kirke blev Clausen hele sit liv igennem, i det han 1808 blev enekapellan og 1811 sognepræst og stiftsprovst.
Det var bevægede tider, da Clausen begyndte sin virksomhed i København. den faktiske, om end ikke uden undtagelser bestående, skrivefrihed havde fremkaldt en for størstedelen lidet værdifuld litteratur, der især havde rettet sine angreb mod kirken og dens lære; en stor del af de dannede havde vendt sig fra kirken, og i det hele var tonen stærkt bleven påvirket af de ideer, der udgik fra revolutionen i Frankrig. Det samme var tilfældet med Clausen; han var medlem af det ildesete selskab For Sandhed, der blev betragtet som en Jakobinerklub, og Marseillaisen var endnu på hans gamle dage hans yndlingssang. Men han var tillige en mand med en stærk loyalitetsfølelse, der især aldrig fornægtede sig over for Frederik 6. Ved siden heraf gik der en oppositionslyst, der altid førte ham mod de herskende retninger, og som hele hans embedstid igennem indviklede ham i ofte heftige stridigheder. Således prædikede han 1798 om "Hvad undergivne ere deres foresatte skyldige", et emne, der den gang måtte skurre ilde i manges øren, og da han samme år efter biskop Balles opfordring udgav en lignende prædiken, udkom der en satire, Smigerpræsten. – Få år efter havde situationen forandret sig; presseanordningen af 1799 havde gjort ende på de talrige tidsskrifter og pjecer, og regeringen var bleven meget lydhør for enhver ytring, der kunne udlægges som angreb på autoriteterne. Da holdt og udgav Clausen i anledning af reformationsfesten 1804 en prædiken, hvori han revsede den imellem høje og lave overhåndtagende irreligiøsitet og usædelighed og klagede over, at øvrigheden lukkede øjnene for denne. Kancelliet opfordrede ham da en erklæring over adskillige ytringer i denne prædiken, i det det udtalte, at han "havde sat den danske Regering, dens Embedsmænd, Indretninger og Foranstaltninger i et ufordelagtigt Lys, for ikke at bruge det hårdere Udtryk: nedværdiget samme". Men Clausen forsvarede sig med en energi, som den gang ikke ofte lagdes for dagen af en embedsmand over for et kollegium; kancelliet har vistnok ikke givet noget svar på den skrivelse, hvori han djærvt tilbageviste irettesættelsen; men dets tavshed var også allerede en slags oprejsning.

## Pastoralseminarium
Clausens anseelse i København var dengang stor. I modsætning til hans senere stilling stod han som en forkæmper for den genvågnende religiøsitet mod den naturalistiske vantro, der havde hersket i slutningen af det 18. århundrede. Også for den egentlige rationalisme, som han repræsenterede, var moralen det vigtigste; men han havde indset, at uden religiøsitet ville den sædelige fuldkommenhed ikke kunne nås, og alene det havde stor betydning, at der netop nu, da Christian Bastholm nedlagde sit embede, var en præst i København, som kunne samle talrige tilhørere om sig. I året 1799 overtog Clausen ledelsen af et selskab af teologiske kandidater, der ville øve sig i at prædike. Dette blev spiren til det 1808 oprettede pastoralseminarium, for hvilket han blev meddirektør, men som snart hensygnede, så det blev nødvendigt at pålægge kandidaterne at søge det.

## Kirke og præstegård i grus
I sommeren 1807 var Clausen på et besøg i Holsten, og da han efter mange besværligheder i oktober måned kom tilbage til København, lå hans kirke og præstegård i grus. Frue Kirkes menighed måtte nu låne hus i Trinitatis Kirke, og her virkede Clausen i en række af år ved siden af J.P. Mynster, der blev kapellan, da han selv blev stiftsprovst, uden at den store forskel i deres teologiske anskuelser forstyrrede forholdet mellem dem. Da Clausen var blevet stiftsprovst, viste det sig tit, at han var en myndig mand, der stod på, hvad han anså for sin embedsret. Som medlem af den københavnske skoledirektion (siden 1814) havde han mange ubehageligheder af, at kongen ved major Abrahamsons hjælp ville indføre den indbyrdes undervisning; han var sjælen i den modstand, direktionen rejste derimod; men i længden lykkedes det lige så lidt i København som andetsteds at holde metoden ude af skolerne. – Heller ikke til biskop Münter var hans forhold altid godt; Münter mente selv, det kom af, at hans teologi var en anden end Clausens. Da biskop Balle døde 1816, havde de en heftig strid, fordi Münter gjorde fordring på at holde ligtalen over ham, hvad Clausen anså for et indgreb i sit embede.

## Vantroens repræsentant
I året 1818 blev han tilbudt embedet som biskop over Ribe Stift; havde han modtaget denne, ville han rimeligvis have undgået de fleste af de stridigheder, han nu blev indviklet i, og som medførte mange ydmygelser, der hårdt måtte krænke en mand af så selvbevidst natur som han. mere og mere udviklede der sig en ny teologisk anskuelse, der ville vende tilbage til de former for troen og tanken, i hvilke Clausen kun formåede at se tomme spidsfindigheder, og snart skulle han mærke, at han, der, for at bruge hans eget udtryk, havde begyndt som religionens stridsmand mod det forrige århundredes "lede Vantro", skulle opleve at se sig selv som genstand for de heftigste angreb, fordi han nu betragtedes som vantroens fornemste repræsentant. Men det må ikke overses, at det ikke var Clausen, der først blev angrebet; det lå ikke i hans natur at vente derpå; men han kastede sig selv ind i striden uden at have anelse om, at han her stødte på åndelige kræfter, der vare ham langt overlegne.

## Grundtvigs dimisprædiken
Clausen var imellem de seks præster, der 1811 klagede over Grundtvigs dimisprædiken, fordi denne havde været "forvoven og skamløs nok til at sige om os Religionslærere til Hobe, at vi ere samvittighedsløse, feje, af Hovmod forblindede, Sandhedens og Religionens Forrædere, nedrige Hyklere, forsætlige Folkeforførere". Det var kun en tarvelig oprejsning, præsterne fik, da det pålagdes universitetet at give Grundtvig en irettesættelse. Men hermed var forholdet mellem de to mænd bestemt, og tiden gjorde fjendskabet bitrere og bitrere. Foruden det alt omtalte sammenstød med biskop Münter ved Balles begravelse havde Clausen også den ærgrelse, at Grundtvig talte der, og han søgte at træffe forholdsregler imod, at noget lignende atter skulle indtræde. I året 1822 skal han forgæves have frabedet sig, at Grundtvig ansattes i hans provsti, og 1826, året efter at hans søn H.N. Clausen var bleven genstand for det voldsomme angreb i "Kirkens Gjenmæle", var det atter Clausen, der gav anledning til, at Grundtvig nedlagde sit embede, i det han formente ham at bruge nogle af ham selv forfattede salmer ved tusindårsfesten for Ansgars ankomst til Danmark.

## Strid om trosbekendelsen
Men det var ikke blot de religiøse anskuelser, der i disse år undergik en forandring; det samme var tilfældet med regeringens, og Clausen skulle få det at føle. – Den vilkårlighed, hvormed præsterne forandrede de kirkelige formularer for at få dem til at passe med den rationalistiske anskuelse, fremkaldte bestandig forsøg på at få en alterbog, der stemmede med den herskende teologi. Således havde biskop P.O. Boisen 1806 udgivet et udkast til en sådan, som kancelliet var tilbøjeligt til at autorisere; at dette ikke skete, skyldes vistnok for en stor del Clausen, der påviste alle udkastets mangler. Siden var Clausen tillige med A.S. Ørsted og Holmens provst Frederik Carl Gutfeldt blevet medlem af en kommission til kirkelovenes forbedring (1813). Denne androg senere også på at måtte udarbejde nye formularer for dåb, nadveren og brudevielse; men kommissionen fik intet færdigt; alt blev i den gamle uorden. Men efter at Poul Christian von Stemann var bleven præsident i kancelliet, stillede dette sig anderledes end hidtil, og det kom mere og mere for dagen, at det ville kræve, at præsterne skulle udføre deres forretninger i overensstemmelse med kirkelovene. – I året 1828 udkom der, omtrent samtidig med at kommissionen for kirkelovenes revision i god tro underhandlede om nogle forandringer i alterbogen, en kancelliskrivelse, der pålagde præsterne "nøje at følge de allernådigst foreskrevne Formularer uden nogen Udeladelse og uden noget Tillæg". Dette måtte være et hårdt slag for Clausen han gjorde et forgæves forsøg på gennem nogle forespørgsler at vise umuligheden af at rette sig efter den nævnte skrivelse, men hans uvenner havde nu fået vind i sejlene, og de forstod at benytte den. Det var Jacob Christian Lindberg, der mere end Grundtvig førte an i disse års kampe mod rationalismen, og han gik ud på at ramme hele Clausens slægt og kreds. foruden til sønnen kom turen til svigersønnen P.C.St. Gad, til C.H. Visby, der stod familien nær, og endelig til den gamle stiftsprovst selv. Hvor oprørt denne følte sig, vise nogle ord i et indlæg, der er skrevet, før det store angreb var gjort på ham selv. Han har, siger han, hverken tid eller lyst til at gå mod den forbitrede zelot. 
| Citat | Det sømmer sig ikke, behøves ikke, nytter ej heller. Jeg for min Del agter ej at indstævne den, der vil gøre mig til Hedning. Men protestere bør vi, og det gør jeg herved formeligen i mit eget navn og i mine fraværende embedsbrødres som deres provst og repræsentant for gejstligheden i mit provsti, hvem det påligger pro virili jura et privilegia ordinis nostri pie tueri, protesterer i den kristelige kirkes Navn mod den Ret, Mag. Lindberg med en frækhed, til hvilken kirkehistorien næppe kan opvise magen, anmasser sig til at domfælde os og at erklære os efter eget tykke for falske lærere, der ville forføre deres menigheder, nedlæggende denne min højtidelige protest for nutid og eftertid, til hvis kundskab vi skylde vort rygte og eftermæle at bringe den. | Citat |
|       | |       |

 Når Clausen døbte børn, sagde han i stedet for: "Forsager du Djævelen" osv. "Forsager du Synden og alt, hvad ondt og Gud mishageligt er". Formodentlig har han også foretaget forandringer i trosbekendelsen, hvor især leddet "Nedfaren til Helvede" var ilde set af rationalisterne. Heraf benyttede Lindberg sig 1832 til at bevæge en mand til ved dåben at svare nej, da der blev spurgt, om han ville have sit barn døbt på denne tro. Clausen døbte alligevel barnet; faren indgav en klage over ham; men da der gik nogen tid, uden at der kom noget ud deraf, optrådte en fadder på samme måde, og da Clausen dog ville døbe barnet, ville han forhindre det med magt, hvorfor Clausen lod ham sætte ud af kirken. Disse begivenheder blev nu behandlede både i pressen, hvor Lindberg bestræbte sig for at gøre det mest mulige ud af dem, og i kancelliet, hvor der skulle gives svar på de indkomne klager. Her stod som sædvanligt Ørsted og Stemann imod hinanden, men, hvad der også var sædvanligt, Stemann sejrede, i det det efter hans forslag 1834 tilkendegaves Clausen, at kongen misbilligede hans adfærd. Dette var et hårdt slag for den 75 år gamle mand; han kunne ikke beslutte sig til at forandre den måde, hvorpå han hidtil havde døbt, og lod fra den tid af kateketen forrette dåbshandlingerne. – I efteråret 1837 blev Clausen pludselig ramt af et slagtilfælde; det næste år søgte han sin afsked, og 25. februar 1840 døde han, næsten 81 år gammel. 1838 var han bleven æresdoktor i teologi.

## Eftermæle
Clausen er den betydeligste repræsentant for en åndelig retning, der i reglen kun har fundet liden sympati hos dem, der have skildret den, og han har måttet bøde derfor. Det er også let at se skrøbelighederne hos ham; han var en selvsikker og myndig mand, der kun i ringe grad kunne gå ind på eller anerkende synsmåder, der afveg fra hans egen. Med den klarhed i tanken, som udmærkede ham, fulgte den begrænsning, at han ikke som så mange af hans samtidige, der havde stået på samme standpunkt som han, halvt umærkelig kunne følge med i det skete religiøse opsving. Hans teologi var sikkert lige så fattig, da han endte, som da han begyndte sin virksomhed. men han var en modig og sandhedskærlig mand, og det må ikke glemmes, at om han end til sidst kæmpede for en sag, der med rette var tabt, så havde han dog en gang været mellem dem, der gik i spidsen, da det gjaldt at genvække den indslumrede religiøse interesse i København. Da provst Andreas Krag Holm ved Clausens entledigelse bragte ham en hilsen fra Københavns Præsteskab, sagde han bl.a.: 
| Citat | Alle, som stadigen have agtet på Deres Færd, have, hvor uenige de end kunne være med Dem, måttet erkende Dem som den Mand, der ikke hyldede Døgnets ånd, ikke istemte den herskende Tone, ikke frygtede de stores Magt eller Modstanderes hadefulde Angreb, – som den Mand, der havde en Overbevisning, som han er bleven tro, fordi han har haft alvorlige Grunde for den, og som han ikke har frygtet offentlig at vedkende sig. | Citat |
|       | |       |

 Disse ord karakteriserer virkelig Clausen.